# 압축 소프트웨어의 비교
아래의 표는 수많은 압축 소프트웨어에 대한 기본, 기술적 정보를 비교한 것이다.

7zip 로고

## 압축 프로그램

### 기본 정보
압축 프로그램의 기본 정보: 만든이/회사, 라이선스/가격 등.
|                         | 만든이                           | 처음 공식 출시일      | 최신 버전 (안정판)                                                             | 비용 (USD)                                                          | 소프트웨어 사용권                             |
| ----------------------- | -------------------------------- | --------------------- | ------------------------------------------------------------------------------ | ------------------------------------------------------------------- | --------------------------------------------- |
| PKZIP/SecureZIP         | Phil Katz;PKware                 | 1989년 0월 0일        | 14.5                                                                           | $29.00/$39.95                                                       | 사유                                          |
| 윈집                    | WinZip Computing, Inc            | 1991년 0월 0일        | 21.0.12288 (2016년 10월 25일) [±]                                              | $29.95 스탠더드, $49.95 프로                                        | 사유                                          |
| WinRAR                  | Eugene Roshal / Alexander Roshal | 1993년 0월 0일        | 윈도우 6.1 (2021년 12월 4일) [±] 안드로이드 6.00.build97 (2021년 1월 20일) [±] | 프리 익스팬더: $29                                                  | 사유                                          |
| 7-Zip                   | 이고르 파블로프                  | 1999년 1월 2일        | 19.00 (2019년 2월 21일) [±] 18.03 베타 (2018년 3월 4일) [±]                    | 무료                                                                | 자유 소프트웨어 (LGPL, RAR은 사유 소프트웨어) |
| 알집                    | 이스트소프트                     | 1999년 7월 0일        | 윈도우용 11.27 (2021년 3월 27일) [±]                                           | 유료                                                                | 사유                                          |
| 반디집                  | 반디소프트                       | 2011년 8월 5일        | 윈도우 7.16 macOS 7.6                                                          | 무료                                                                | 사유                                          |
| 아카이브 유틸리티       | 애플                             | 2003년 10월 24일      | 10.7 2011년 7월 20일                                                           | 맥 OS X 코어 서비스의 일부                                          | 사유                                          |
| Ark                     | KDE 팀                           | 알 수 없음            | 2.14 2010년 2월 9일                                                            | 무료                                                                | 자유 소프트웨어 (GPL)                         |
| 베터집(BetterZip)       | 베터집                           | 2006년 5월 0일        | 2.1.2 2011년 11월 18일                                                         | $19.95 USD                                                          | 사유                                          |
| Bitser                  | Bitser                           | 2009년 1월 1일        | 1.0 베타 2012년 1월 15일                                                       | 무료                                                                | 사유                                          |
| 압축 폴더               | 마이크로소프트                   | 1998년 6월 25일       | 윈도 스몰 비즈니스 서버 2011 2010년 12월 14일                                  | 윈도우 98 이후로 윈도우 탐색기의 일부                               | 사유                                          |
| 디스크 아카이버         | Denis Corbin                     | 2002년 0월 0일        | 2.4.1 2011년 5월 21일                                                          | 무료                                                                | 자유 소프트웨어 (GPL)                         |
| 파일 롤러               | Paolo Bacchilega                 | 알 수 없음            | 3.0.0 2011년 4월 4일                                                           | 무료                                                                | 자유 소프트웨어 (GPL)                         |
| Filzip                  | Philipp Engel                    | 알 수 없음            |                                                                                | 무료                                                                | 사유                                          |
| FreeArc                 | Bulat Ziganshin                  | 2007년 11월 1일 v0.36 | 0.666 (2010년 5월 20일)                                                        | 무료                                                                | 자유 소프트웨어 (GPL)                         |
| iArchiver               | Dare to be Creative Ltd.         | 2007년 10월 21일      | 1.4.1 2008년 10월 30일                                                         | $26                                                                 | 사유                                          |
| Info-ZIP (Wzip)         | Samuel Smith                     | 1989년 3월 0일        | 6.0 2009년 4월 29일                                                            | 무료                                                                | 자유 소프트웨어 (BSD 계열)                    |
| IZArc                   | IZSoftware                       | 알 수 없음            |                                                                                | 무료                                                                | 사유                                          |
| Keka                    | aONe                             | 2009년 8월 26일       | 0.1.4.2 2010년 11월 17일                                                       | 무료                                                                | 자유 소프트웨어 (GPL)                         |
| KGB 아카이버            | Tomasz Pawlak                    | 2006년 4월 1일        | 1.2.1.24 2006년 11월 1일 2.0 베타 2 2007년 10월 7일                            | 무료                                                                | 자유 소프트웨어 (GPL)                         |
| PeaZip                  | Giorgio Tani                     | 2006년 9월 16일       | 4.4 2012년 1월 29일                                                            | 무료                                                                | 자유 소프트웨어 (LGPL)                        |
| 파워아카이버            | ConeXware Inc.                   | 1999년 3월 0일        | 16.03.01 2016년 4월 12일                                                       | €22.95                                                              | 사유 (셰어웨어)                               |
| StuffIt                 | 스미스 마이크로 소프트웨어       | 1987년 0월 0일        | 15.0.4 (맥 OS), 14.0.1 (윈도) 2011년 12월 1일                                  | 유료                                                                | 사유                                          |
| TAR                     | AT&T                             | 1979년 0월 0일        | GNU tar: star: 1.5.1; BSD tar: 2.6.0                                           | 무료                                                                | 프리웨어 (다양함)                             |
| 디 언아카이버           | 서클소프트                       | 2006년 7월 1일        | 2.5 2010년 7월 13일                                                            | 무료                                                                | 자유 소프트웨어 (LGPL)                        |
| TUGZip                  | Christian Kindahl                | 2002년 8월 18일       | 3.5.0.0 2008년 4월 2일                                                         | 무료                                                                | 사유                                          |
| WinAce                  | e-merge GmbH                     | 알 수 없음            | 2.69 2007년 11월 23일                                                          | 프리 익스팬더 (GNU/리눅스, 맥 전용), $29.00 스탠더드, $39.00 플러스 | 사유                                          |
| XAD (XADMaster.library) | Dirk Stoecker                    | 1998년 0월 0일        | 13.1                                                                           | 셰어웨어, 개인에게는 무료                                           | 사유                                          |
| Xarchiver               | Giuseppe Torelli                 | 알 수 없음            | 0.5.2 2008년 11월 12일                                                         | 무료                                                                | 자유 소프트웨어 (GPL)                         |
| 집지니어스              | Matteo Riso of M.Dev Software    | 2003년 5월 0일        | 6.3.0.2400 2010년 1월 22일                                                     | 무료                                                                | 사유                                          |
|                         | 만든이                           | 처음 공식 출시일      | 최신 버전 (안정판)                                                             | 비용 (USD)                                                          | 소프트웨어 사용권                             |

### 운영 체제 지원
압축 프로그램이 호환성 계층이나 에뮬레이션 없이 실행할 수 있는 운영 체제의 목록이다.
|                   | 윈도우     | 명령 줄 인터페이스 | 맥 OS X                          | 리눅스                                | BSD                | 기타 유닉스        | 아미가OS           | 안드로이드 | 윈도우 모바일 |
| ----------------- | ---------- | ------------------ | -------------------------------- | ------------------------------------- | ------------------ | ------------------ | ------------------ | ---------- | ------------- |
| PKZIP/SecureZIP   | 예         | 예                 | 예                               | 예                                    | 아니요             | 예                 | 아니요             | 예         | 알 수 없음    |
| 윈집              | 예         | 명령 줄 인터페이스 | 예                               | 아니요                                | 아니요             | 아니요             | 아니요             | 아니요     | 아니요        |
| WinRAR            | 예         | 예                 | 명령 줄 인터페이스               | x86, x86-64, 명령 줄 인터페이스       | 명령 줄 인터페이스 | 명령 줄 인터페이스 | 아니요             | 예         | 예            |
| 7-Zip             | 예         | 명령 줄 인터페이스 | 명령 줄 인터페이스               | 명령 줄 인터페이스                    | 명령 줄 인터페이스 | 명령 줄 인터페이스 | 명령 줄 인터페이스 | 알 수 없음 | 예            |
| 알집              | 예         | 아니요             | 예                               | 예                                    | 아니요             | 아니요             | 아니요             | 예         | 아니요        |
| 반디집            | 예         | 명령 줄 인터페이스 | 예                               | 일부지원                              | 아니요             | 아니요             | 아니요             | 아니요     | 아니요        |
| 아카이브 유틸리티 | 아니요     | 아니요             | 예                               | 아니요                                | 아니요             | 아니요             | 아니요             | 아니요     | 아니요        |
| Ark               | 알 수 없음 | 아니요             | 알 수 없음                       | 예                                    | 예                 | 예                 | 알 수 없음         | 알 수 없음 | 알 수 없음    |
| 베터집            | 아니요     | 아니요             | 아니요                           | 예                                    | 아니요             | 아니요             | 아니요             | 알 수 없음 | 아니요        |
| Bitser            | 예         | 아니요             | 아니요                           | 아니요                                | 아니요             | 아니요             | 아니요             | 알 수 없음 | 알 수 없음    |
| bsdtar/libarchive | 예         | 아니요             | 예                               | 예                                    | 예                 | 예                 | 아니요             | 알 수 없음 | 알 수 없음    |
| 디스크 아카이버   | 예         | 아니요             | 예                               | 예                                    | 예                 | 예                 | 아니요             | 알 수 없음 | 알 수 없음    |
| 파일 롤러         | 아니요     | 아니요             | 아니요                           | 예                                    | 예                 | 예                 | 알 수 없음         | 알 수 없음 | 알 수 없음    |
| Filzip            | 예         | 아니요             | 아니요                           | 아니요                                | 아니요             | 아니요             | 아니요             | 알 수 없음 | 알 수 없음    |
| FreeArc           | 예         | 알 수 없음         | 알 수 없음                       | 예                                    | 예                 | 예                 | 알 수 없음         | 알 수 없음 | 알 수 없음    |
| GNU tar           | 예         | 아니요             | 예                               | 예                                    | 예                 | 예                 | 예                 | 알 수 없음 | 알 수 없음    |
| iArchiver         | 아니요     | 아니요             | 예                               | 아니요                                | 아니요             | 아니요             | 아니요             | 알 수 없음 | 알 수 없음    |
| Info-ZIP          | 예         | 예                 | 예                               | 예                                    | 예                 | 예                 | 예                 | 알 수 없음 | 예            |
| IZArc             | 예         | 알 수 없음         | 아니요                           | 아니요                                | 아니요             | 아니요             | 아니요             | 알 수 없음 | 아니요        |
| Keka              | 아니요     | 아니요             | 예                               | 아니요                                | 아니요             | 아니요             | 아니요             | 알 수 없음 | 아니요        |
| KGB 아카이버      | 예         | 부분적             | 명령 줄 인터페이스               | 예                                    | 아니요             | 아니요             | 아니요             | 알 수 없음 | 알 수 없음    |
| PeaZip            | 예         | 알 수 없음         | 개발 중                          | 예                                    | 예                 | 아니요             | 아니요             | 알 수 없음 | 알 수 없음    |
| 파워아카이버      | 예         | 예                 | 명령 줄 인터페이스               | 아니요                                | 아니요             | 아니요             | 아니요             | 알 수 없음 | 알 수 없음    |
| Star              | 예         | 아니요             | 예                               | 예                                    | 예                 | 예                 | 예                 | 예         | 알 수 없음    |
| StuffIt           | 예         | 알 수 없음         | 예                               | x86 전용, 구버전 (5.2.0?)             | 아니요             | 구버전 (5.2.0?)    | 아니요             | 알 수 없음 | 알 수 없음    |
| 디 언아카이버     | 아니요     | 아니요             | 예                               | 아니요                                | 아니요             | 아니요             | 아니요             | 알 수 없음 | 아니요        |
| TUGZip            | 예         | 알 수 없음         | 아니요                           | 아니요                                | 아니요             | 아니요             | 아니요             | 알 수 없음 | 알 수 없음    |
| WinAce            | 예         | 명령 줄 인터페이스 | 명령 줄 인터페이스 익스팬더 전용 | X86, 명령 줄 인터페이스 익스팬더 전용 | 아니요             | 아니요             | 아니요             | 알 수 없음 | 알 수 없음    |
| XAD               | 아니요     | 아니요             | 아니요                           | 예                                    | 예                 | 예                 | 예                 | 알 수 없음 | 알 수 없음    |
| Xarchiver         | 아니요     | 아니요             | 아니요                           | 예                                    | 알 수 없음         | 알 수 없음         | 알 수 없음         | 알 수 없음 | 알 수 없음    |
| 집지니어스        | 예         | 알 수 없음         | 아니요                           | 아니요                                | 아니요             | 아니요             | 아니요             | 알 수 없음 | 알 수 없음    |
|                   | 윈도우     | 명령 줄 인터페이스 | 맥 OS X                          | 리눅스                                | BSD                | 유닉스             | 아미가OS           | 안드로이드 | 윈도우 모바일 |

### 기능
공통 압축 기능에 대한 정보이다. (서드파티 추가 기능 제외)
|                   | 데이터 압축 | 셸 통합           | 암호 보호 | 다중 볼륨  | 자체 압축      | 파일 복구  | 일괄 변환           | 유니코드 파일 / 디렉터리 이름 | 암호화     | 파일 이름 암호화 |
| ----------------- | ----------- | ----------------- | --------- | ---------- | -------------- | ---------- | ------------------- | ----------------------------- | ---------- | ---------------- |
| PKZIP/SecureZIP   | 예          | 예                | 예        | 예         | 예             | 별도 분리  | command line 버전만 | 예                            | 예         | 예               |
| 윈집              | 예          | 예                | 예        | 예         | 예             | 예         | 예                  | 예                            | 예         | 예               |
| WinRAR            | 예          | 예                | 예        | 예         | 예             | 예         | 예                  | 예                            | 예         | 예               |
| 7-Zip             | 예          | 예                | 예        | 예         | 예             | 아니요     | 예                  | 예                            | 예         | 예               |
| 알집              | 예          | 예                | 예        | 예         | 예             | 예         | 예                  | 예                            | 예         | 아니요           |
| 반디집            | 예          | 예                | 예        | 예         | 예             | 예         | 예                  | 예                            | 예         | 예               |
| 아카이브 유틸리티 | 예          | 예                | 아니요    | 아니요     | 아니요         | 아니요     | 예                  | 예                            | 아니요     | 아니요           |
| ARJ               | 예          | 예                | 예        | 예         | 예             | 예         | 예                  | 알 수 없음                    | 알 수 없음 | 알 수 없음       |
| Ark               | 예          | 예                | 예        | 알 수 없음 | 알 수 없음     | 알 수 없음 | 알 수 없음          | 알 수 없음                    | 알 수 없음 | 알 수 없음       |
| 베터집            | 예          | 예                | 예        | 예         | 아니요         | 아니요     | 아니요              | 예                            | 예         | 예               |
| Bitser            | 예          | 예                | 예        | 예         | 예             | 아니요     | 아니요              | 예                            | 예         | 예               |
| bsdtar/libarchive | 예          | 예                | 아니요    | 예         | 아니요         | 아니요     | 예                  | 예                            | 알 수 없음 | 알 수 없음       |
| 디스크 아카이버   | 예          | 예                | 예        | 예         | 아니요         | 예         | 예                  | 예                            | 예         | 예               |
| 파일 롤러         | 예          | 예                | 예        | 예         | 아니요         | 아니요     | 아니요              | 예                            | 예         | 예               |
| Filzip            | 예          | 예                | 예        | 알 수 없음 | 예             | 아니요     | 아니요              | 알 수 없음                    | 알 수 없음 | 알 수 없음       |
| FreeArc           | 예          | 예                | 예        | 아니요     | 예             | 예         | 예                  | 예                            | 예         | 예               |
| GNU tar           | 예          | 예                | 아니요    | 예         | 아니요         | 별도 분리  | 예                  | 예                            | 알 수 없음 | 알 수 없음       |
| iArchiver         | 예          | 아니요            | 예        | 예         | 아니요         | 아니요     | 아니요              | 예                            | 알 수 없음 | 알 수 없음       |
| Info-ZIP          | 예          | 아니요            | 예        | 예         | 예             | 예         | 예                  | 예                            | 미약       | 아니요           |
| IZArc             | 예          | 예                | 예        | 예         | 예             | 예         | 예                  | 예                            | 예         | 예               |
| Keka              | 예          | 개발 중           | 예        | 예         | 아니요         | 아니요     | 알 수 없음          | 예                            | 예         | 예               |
| KGB 아카이버      | 예          | 기본 활성화 안 됨 | 예        | 알 수 없음 | 예             | 아니요     | 아니요              | 알 수 없음                    | 알 수 없음 | 알 수 없음       |
| PeaZip            | 예          | 예                | 예        | 예         | 예             | 예         | 예                  | 예                            | 예         | 예               |
| 파워아카이버      | 예          | 예                | 예        | 예         | 예             | 예         | 예                  | 예                            | 예         | 예               |
| StuffIt           | 예          | 예                | 예        | 알 수 없음 | 예             | 예         | 예                  | 예                            | 예         | 알 수 없음       |
| 디 언아카이버     | 아니요      | 일부 포맷         | 예        | 아니요     | 아니요         | 예         | 예                  | 예                            | 예         |                  |
| TUGZip            | 예          | 예                | 예        | 예         | 예             | 예         | 예                  | 아니요                        | 예         | 알 수 없음       |
| WinAce            | 예          | 예                | 예        | 예         | 예             | 예         | 예                  | 아니요                        | 알 수 없음 | 알 수 없음       |
| XAD               | 아니요      | 예                | 예        | 알 수 없음 | 예             | 알 수 없음 | 알 수 없음          | 알 수 없음                    | 알 수 없음 | 알 수 없음       |
| Xarchiver         | 예          | 예                | 예        | 알 수 없음 | 예             | 알 수 없음 | 알 수 없음          | 알 수 없음                    | 알 수 없음 | 알 수 없음       |
| 집지니어스        | 예          | 예                | 예        | 알 수 없음 | 예             | 알 수 없음 | 예                  | 아니요                        | 알 수 없음 | 알 수 없음       |
|                   | 데이터 압축 | 셸 통합           | 암호 보호 | 다중 볼륨  | 자체 압축 풀림 | 파일 복구  | 일괄 변환           | 유니코드 파일 / 디렉터리 이름 | 암호화     | 파일 이름 암호화 |

### 압축 포맷 지원

#### 읽기
|                   | ZIP    | TAR    | GZ     | BZ/BZ2 | 7z     | xz         | RAR    | LHA/LZH    | ACE    | SIT    | SITX   | ARJ        | KGB        | DAR        | ARC        | CAB    | ALZ        | ISO/CD 이미지 |
| ----------------- | ------ | ------ | ------ | ------ | ------ | ---------- | ------ | ---------- | ------ | ------ | ------ | ---------- | ---------- | ---------- | ---------- | ------ | ---------- | ------------- |
| PKZIP/SecureZIP   | 예     | 예     | 예     | 예     | 예     | 알 수 없음 | 예     | 예         | 아니요 | 아니요 | 아니요 | 예         | 아니요     | 예         | 예         | 예     | 예         | 예            |
| 윈집              | 예     | 예     | 예     | 예     | 예     | 알 수 없음 | 예     | 예         | 아니요 | 아니요 | 아니요 | 예         | 아니요     | 알 수 없음 | 예         | 예     | 아니요     | 예            |
| WinRAR            | 예     | 예     | 예     | 예     | 예     | 아니요     | 예     | 예         | 예     | 아니요 | 아니요 | 예         | 아니요     | 아니요     | 아니요     | 예     | 아니요     | 예            |
| 7-Zip             | 예     | 예     | 예     | 예     | 예     | 예         | 예     | 예         | 아니요 | 아니요 | 아니요 | 예         | 아니요     | 아니요     | 아니요     | 예     | 아니요     | 예            |
| 알집              | 예     | 예     | 예     | 예     | 예     | 아니요     | 예     | 예         | 예     | 아니요 | 아니요 | 예         | 아니요     | 아니요     | 예         | 예     | 예         | 예            |
| 반디집            | 예     | 예     | 예     | 예     | 예     | 예         | 예     | 예         | 예     | 아니요 | 아니요 | 예         | 아니요     | 아니요     | 예         | 예     | 예         | 예            |
| 아카이브 유틸리티 | 예     | 예     | 예     | 예     | 아니요 | 알 수 없음 | 아니요 | 아니요     | 아니요 | 아니요 | 아니요 | 아니요     | 아니요     | 아니요     | 아니요     | 아니요 | 아니요     | 아니요        |
| Ark               | 예     | 예     | 예     | 예     | 예     | 알 수 없음 | 예     | 예         | 아니요 | 예     | 예     | 예         | 예         | 예         | 예         | 예     | 예         | 예            |
| 베터집            | 예     | 예     | 예     | 예     | 예     | 아니요     | 예     | 예         | 아니요 | 예     | 아니요 | 예         | 아니요     | 아니요     | 아니요     | 예     | 아니요     | 예            |
| Bitser            | 예     | 예     | 예     | 예     | 예     | 알 수 없음 | 예     | 예         | 아니요 | 아니요 | 아니요 | 예         | 아니요     | 아니요     | 아니요     | 예     | 아니요     | 예            |
| bsdtar/libarchive | 예     | 예     | 예     | 예     | 예     | 예         | 예     | 예         | 아니요 | 아니요 | 아니요 | 아니요     | 아니요     | 아니요     | 아니요     | 예     | 아니요     | 예            |
| cpio              | 아니요 | 예     | 아니요 | 아니요 | 아니요 | 아니요     | 아니요 | 아니요     | 아니요 | 아니요 | 아니요 | 아니요     | 아니요     | 아니요     | 아니요     | 아니요 | 아니요     | 아니요        |
| 디스크 아카이버   | 아니요 | 아니요 | 아니요 | 아니요 | 아니요 | 아니요     | 아니요 | 아니요     | 아니요 | 아니요 | 아니요 | 아니요     | 아니요     | 예         | 아니요     | 아니요 | 아니요     | 아니요        |
| 파일 롤러         | 예     | 예     | 예     | 예     | 예     | 알 수 없음 | 예     | 예         | 예     | 예     | 아니요 | 예         | 아니요     | 아니요     | 아니요     | 예     | 예         | 예            |
| Filzip            | 예     | 예     | 예     | 아니요 | 아니요 | 알 수 없음 | 예     | 예         | 예     | 아니요 | 아니요 | 예         | 아니요     | 아니요     | 예         | 예     | 아니요     | 아니요        |
| FreeArc           | 예     | 예     | 예     | 예     | 예     | 알 수 없음 | 예     | 예         | 아니요 | 아니요 | 아니요 | 예         | 아니요     | 아니요     | 아니요     | 예     | 아니요     | 예            |
| GNU tar           | 아니요 | 예     | 예     | 예     | 아니요 | 예         | 아니요 | 아니요     | 아니요 | 아니요 | 아니요 | 아니요     | 아니요     | 아니요     | 아니요     | 아니요 | 아니요     | 아니요        |
| iArchiver         | 예     | 예     | 예     | 예     | 예     | 알 수 없음 | 예     | 예         | 예     | 예     | 아니요 | 예         | 아니요     | 아니요     | 아니요     | 예     | 아니요     | 아니요        |
| Info-ZIP          | 예     | 아니요 | 아니요 | 아니요 | 아니요 | 아니요     | 아니요 | 아니요     | 아니요 | 아니요 | 아니요 | 아니요     | 아니요     | 아니요     | 아니요     | 아니요 | 아니요     | 아니요        |
| IZArc             | 예     | 예     | 예     | 예     | 예     | 알 수 없음 | 예     | 예         | 예     | 아니요 | 아니요 | 예         | 아니요     | 아니요     | 예         | 예     | 아니요     | 예            |
| Keka              | 예     | 예     | 예     | 예     | 예     | 알 수 없음 | 예     | 알 수 없음 | 부분적 | 아니요 | 아니요 | 알 수 없음 | 알 수 없음 | 알 수 없음 | 알 수 없음 | 예     | 알 수 없음 | 예            |
| KGB 아카이버      | 예     | 아니요 | 아니요 | 아니요 | 아니요 | 알 수 없음 | 아니요 | 아니요     | 아니요 | 아니요 | 아니요 | 아니요     | 예         | 예         | 아니요     | 아니요 | 아니요     | 아니요        |
| PeaZip            | 예     | 예     | 예     | 예     | 예     | 예         | 예     | 예         | 예     | 아니요 | 아니요 | 예         | 아니요     | 아니요     | 예         | 예     | 아니요     | 예            |
| 파워아카이버      | 예     | 예     | 예     | 예     | 예     | 예         | 예     | 예         | 예     | 아니요 | 아니요 | 예         | 아니요     | 아니요     | 예         | 예     | 아니요     | 예            |
| Star              | 아니요 | 예     | 예     | 예     | 예     | 예         | 아니요 | 아니요     | 아니요 | 아니요 | 아니요 | 아니요     | 아니요     | 아니요     | 아니요     | 아니요 | 아니요     | 아니요        |
| StuffIt           | 예     | 예     | 예     | 예     | 예     | 알 수 없음 | 예     | 예         | 아니요 | 예     | 예     | 예         | 예         | 예         | 예         | 예     | 예         | 예            |
| 디 언아카이버     | 예     | 예     | 예     | 예     | 예     | 알 수 없음 | 예     | 예         | 부분적 | 예     | 부분적 | 예         | 아니요     | 아니요     | 예         | 예     | 예         | 아니요        |
| TUGZip            | 예     | 예     | 예     | 예     | 예     | 알 수 없음 | 예     | 예         | 예     | 아니요 | 아니요 | 예         | 아니요     | 아니요     | 예         | 예     | 아니요     | 예            |
| WinAce            | 예     | 예     | 예     | 아니요 | 아니요 | 알 수 없음 | 예     | 예         | 예     | 아니요 | 아니요 | 예         | 아니요     | 예         | 예         | 아니요 | 아니요     | 예            |
| XAD               | 예     | 예     | 예     | 예     | 아니요 | 알 수 없음 | 예     | 예         | 부분적 | 예     | 아니요 | 아니요     | 아니요     | 알 수 없음 | 예         | 예     | 예         | 예            |
| Xarchiver         | 예     | 예     | 예     | 예     | 예     | 알 수 없음 | 예     | 예         | 아니요 | 예     | 예     | 예         | 아니요     | 아니요     | 아니요     | 예     | 아니요     | 예            |
| 집지니어스        | 예     | 예     | 예     | 예     | 예     | 알 수 없음 | 예     | 예         | 예     | 아니요 | 아니요 | 예         | 아니요     | 아니요     | 예         | 예     | 아니요     | 예            |
|                   | ZIP    | TAR    | GZ     | BZ/BZ2 | 7z     | xz         | RAR    | LHA/LZH    | ACE    | SIT    | SITX   | ARJ        | KGB        | DAR        | ARC        | CAB    | ALZ        | ISO/CD 이미지 |

#### 쓰기
|                   | ZIP    | TAR        | gzip       | bzip2      | 7z     | xz         | RAR    | LHA/LZH    | ACE        | StuffIt    | StuffIt X  | ARJ        | KGB        | DAR        | ARC        | CAB        | ALZ        | ISO/CD 이미지 |
| ----------------- | ------ | ---------- | ---------- | ---------- | ------ | ---------- | ------ | ---------- | ---------- | ---------- | ---------- | ---------- | ---------- | ---------- | ---------- | ---------- | ---------- | ------------- |
| PKZIP/SecureZIP   | 예     | 예         | 예         | 예         | 아니요 | 알 수 없음 | 아니요 | 아니요     | 아니요     | 아니요     | 아니요     | 아니요     | 아니요     | 알 수 없음 | 알 수 없음 | 알 수 없음 | 아니요     | 알 수 없음    |
| 윈집              | 예     | 아니요     | 아니요     | 아니요     | 아니요 | 알 수 없음 | 아니요 | 예         | 아니요     | 아니요     | 아니요     | 아니요     | 아니요     | 알 수 없음 | 예         | 아니요     | 아니요     | 아니요        |
| WinRAR            | 예     | 아니요     | 아니요     | 아니요     | 아니요 | 아니요     | 예     | 아니요     | 아니요     | 아니요     | 아니요     | 아니요     | 아니요     | 아니요     | 아니요     | 아니요     | 아니요     | 아니요        |
| 7-Zip             | 예     | 예         | 예         | 예         | 예     | 예         | 아니요 | 아니요     | 아니요     | 아니요     | 아니요     | 아니요     | 아니요     | 아니요     | 아니요     | 아니요     | 아니요     | 아니요        |
| 알집              | 예     | 예         | 예         | 예         | 아니요 | 아니요     | 아니요 | 예         | 아니요     | 아니요     | 아니요     | 아니요     | 아니요     | 아니요     | 아니요     | 예         | 예         | 예            |
| 반디집            | 예     | 예         | 예         | 아니요     | 예     | 예         | 아니요 | 예         | 아니요     | 아니요     | 아니요     | 아니요     | 아니요     | 아니요     | 아니요     | 아니요     | 아니요     | 예            |
| 아카이브 유틸리티 | 예     | 아니요     | 아니요     | 아니요     | 아니요 | 알 수 없음 | 아니요 | 아니요     | 아니요     | 아니요     | 아니요     | 아니요     | 아니요     | 아니요     | 아니요     | 아니요     | 아니요     | 아니요        |
| Ark               | 예     | 예         | 예         | 예         | 예     | 알 수 없음 | 아니요 | 예         | 알 수 없음 | 알 수 없음 | 알 수 없음 | 알 수 없음 | 알 수 없음 | 알 수 없음 | 알 수 없음 | 알 수 없음 | 알 수 없음 | 알 수 없음    |
| 베터집            | 예     | 예         | 예         | 예         | 예     | 아니요     | 예     | 아니요     | 아니요     | 아니요     | 아니요     | 아니요     | 아니요     | 아니요     | 아니요     | 아니요     | 아니요     | 아니요        |
| Bitser            | 예     | 아니요     | 아니요     | 아니요     | 예     | 알 수 없음 | 아니요 | 아니요     | 아니요     | 아니요     | 아니요     | 아니요     | 아니요     | 아니요     | 아니요     | 아니요     | 아니요     | 아니요        |
| bsdtar/libarchive | 예     | 예         | 예         | 예         | 예     | 예         | 아니요 | 아니요     | 아니요     | 아니요     | 아니요     | 아니요     | 아니요     | 아니요     | 아니요     | 아니요     | 아니요     | 예            |
| 디스크 아카이버   | 아니요 | 아니요     | 아니요     | 아니요     | 아니요 | 아니요     | 아니요 | 아니요     | 아니요     | 아니요     | 아니요     | 아니요     | 아니요     | 예         | 아니요     | 아니요     | 아니요     | 아니요        |
| 파일 롤러         | 예     | 예         | 예         | 예         | 예     | 알 수 없음 | 아니요 | 예         | 알 수 없음 | 알 수 없음 | 알 수 없음 | 예         | 알 수 없음 | 알 수 없음 | 알 수 없음 | 알 수 없음 | 알 수 없음 | 아니요        |
| Filzip            | 예     | 예         | 예         | 아니요     | 아니요 | 알 수 없음 | 아니요 | 예         | 아니요     | 아니요     | 아니요     | 아니요     | 아니요     | 알 수 없음 | 알 수 없음 | 알 수 없음 | 알 수 없음 | 알 수 없음    |
| FreeArc           | 아니요 | 알 수 없음 | 알 수 없음 | 알 수 없음 | 아니요 | 알 수 없음 | 아니요 | 알 수 없음 | 알 수 없음 | 알 수 없음 | 알 수 없음 | 알 수 없음 | 알 수 없음 | 알 수 없음 | 예         | 알 수 없음 | 알 수 없음 | 알 수 없음    |
| GNU tar           | 아니요 | 예         | 예         | 예         | 아니요 | 예         | 아니요 | 아니요     | 아니요     | 아니요     | 아니요     | 아니요     | 아니요     | 아니요     | 아니요     | 아니요     | 아니요     | 아니요        |
| iArchiver         | 예     | 예         | 예         | 예         | 예     | 알 수 없음 | 아니요 | 아니요     | 아니요     | 아니요     | 아니요     | 아니요     | 아니요     | 아니요     | 아니요     | 아니요     | 아니요     | 아니요        |
| Info-ZIP          | 예     | 아니요     | 아니요     | 아니요     | 아니요 | 아니요     | 아니요 | 아니요     | 아니요     | 아니요     | 아니요     | 아니요     | 아니요     | 아니요     | 아니요     | 아니요     | 아니요     | 아니요        |
| IZArc             | 예     | 예         | 예         | 예         | 예     | 알 수 없음 | 아니요 | 예         | 아니요     | 아니요     | 아니요     | 아니요     | 아니요     | 아니요     | 아니요     | 예         | 아니요     | 아니요        |
| Keka              | 예     | 예         | 예         | 예         | 예     | 알 수 없음 | 아니요 | 아니요     | 아니요     | 아니요     | 아니요     | 아니요     | 아니요     | 아니요     | 아니요     | 아니요     | 아니요     | 예            |
| KGB 아카이버      | 예     | 아니요     | 아니요     | 아니요     | 아니요 | 알 수 없음 | 아니요 | 아니요     | 아니요     | 아니요     | 아니요     | 아니요     | 예         | 알 수 없음 | 알 수 없음 | 알 수 없음 | 알 수 없음 | 알 수 없음    |
| PeaZip            | 예     | 예         | 예         | 예         | 예     | 예         | 아니요 | 아니요     | 아니요     | 아니요     | 아니요     | 아니요     | 아니요     | 아니요     | 예         | 아니요     | 아니요     | 아니요        |
| 파워아카이버      | 예     | 예         | 예         | 예         | 예     | 예         | 아니요 | 예         | 아니요     | 아니요     | 아니요     | 아니요     | 아니요     | 아니요     | 아니요     | 예         | 아니요     | 예            |
| Star              | 아니요 | 예         | 예         | 예         | 예     | 예         | 아니요 | 아니요     | 아니요     | 아니요     | 아니요     | 아니요     | 아니요     | 아니요     | 아니요     | 아니요     | 아니요     | 아니요        |
| StuffIt           | 예     | 예         | 예         | 예         | 아니요 | 알 수 없음 | 아니요 | 예         | 아니요     | 예         | 예         | 아니요     | 아니요     | 알 수 없음 | 알 수 없음 | 알 수 없음 | 알 수 없음 | 알 수 없음    |
| TUGZip            | 예     | 예         | 예         | 예         | 예     | 알 수 없음 | 아니요 | 예         | 아니요     | 아니요     | 아니요     | 아니요     | 아니요     | 아니요     | 아니요     | 예         | 아니요     | 알 수 없음    |
| WinAce            | 예     | 예         | 예         | 예         | 아니요 | 알 수 없음 | 아니요 | 예         | 예         | 아니요     | 아니요     | 아니요     | 아니요     | 알 수 없음 | 알 수 없음 | 예         | 알 수 없음 | 예            |
| Xarchiver         | 예     | 예         | 예         | 예         | 예     | 알 수 없음 | 아니요 | 예         | 아니요     | 알 수 없음 | 알 수 없음 | 예         | 알 수 없음 | 알 수 없음 | 알 수 없음 | 알 수 없음 | 알 수 없음 | 알 수 없음    |
| 집지니어스        | 예     | 예         | 예         | 예         | 예     | 알 수 없음 | 아니요 | 예         | 아니요     | 아니요     | 아니요     | 아니요     | 아니요     | 아니요     | 알 수 없음 | 예         | 아니요     | 아니요        |
|                   | ZIP    | TAR        | GZ         | BZ/BZ2     | 7z     | xz         | RAR    | LHA/LZH    | ACE        | SIT        | SITX       | ARJ        | KGB        | DAR        | ARC        | CAB        | ALZ        | ISO/CD 이미지 |

#### 일반적이지 않은 압축 포맷 지원
PeaZip은 LPAQ와 PAQ 포맷, QUAD, BALZ (매우 효율적인 ROLZ 기반 압축기), FreeArc 포맷을 완전히 지원한다.
7-Zip은 .msi, cpio, xar에 dmg/HFS 디스크 이미지, deb//rpm 패키지 배포 포맷의 읽기를 지원한다. 베타 버전 (9.07 이후)의 경우 LZMA-2 압축 형식인 .xz 포맷을 완전히 지원한다.

## 같이 보기
- 압축 소프트웨어

## 참고 문헌
- Kingsley G. Morse Jr., "Compression Tools Compared", 리눅스 저널, issue 137, September 2005
- Patrick Schmid, Achim Roos, (March 10, 2010) "Four Compression And Archiving Solutions Compared", 탐스 하드웨어